# 黑石镇 (皋兰县)
黑石镇，是中华人民共和国甘肃省兰州市皋兰县下辖的一个乡镇级行政单位。
2014年，甘肃省民政厅批复同意撤销黑石川乡，设立黑石镇。

## 行政区划
黑石镇下辖以下地区：
石青村、白坡村、大横村、三和村、黑石村、和平村、星湾村、白崖村、中窑村、红柳村和新地村。